# 罗德兹区
罗德兹区（法語：arrondissement de Rodez）是法国阿韦龙省所辖的一个区。总面积2869.7平方公里，总人口111875，人口密度39人/平方公里（2018年）。主要城镇为罗德兹。

## 辖区
罗德兹区辖有79个市镇。